# Ruisseau de Passe
Le ruisseau de Passe est une rivière du sud de la France, dans le département du Tarn, en région Occitanie. C'est un affluent direct du Tarn en rive droite, donc un sous-affluent de la Garonne.

## Géographie
De 18,2 km de longueur, le ruisseau de Passe prend sa source commune de Rabastens et se jette dans le Tarn en rive droite à  proximité de Saint-Sulpice-la-Pointe. (St Sulpice la Pte se trouvant sur rive gauche du Tarn). Un joli petit pont enjambe l'estuaire de ce ruisseau (que l'on nomme localement " le passé".

### Communes et cantons traversés
- Tarn : Mézens, Grazac, Rabastens, Saint-Sulpice-la-Pointe.

## Principaux affluents
- Ruisseau de Raust : 4,7 km
- Ruisseau de Mascale : 4,4 km
- Ruisseau de Patris : 4,2 km
- Ruisseau de Rivalès : 5,7 km
- Ruisseau du Rouzier : 2,8 km
- Ruisseau de Pémirol : 3,1 km
- Ruisseau de Grouse : 6,9 km

## Hydrologie
Son régime hydrologique est dit pluvial.